# 黄文治
黄文治（1912年6月—1999年），江苏金山人。中华人民共和国政治人物。

## 生平
1933年，毕业于交通大学电机系。曾任宜宾电厂代理厂长，大冶电厂厂长，鄂南电力公司总经理。中华人民共和国成立后，历任上海交通大学教授，中南电业管理局总工程师，武汉工学院代理院长、教授等职。负责筹建武昌电厂、大冶电厂、武昌一大冶输电工程。